# Królowa Wola (Łódź)
Pour les articles homonymes, voir Królowa Wola.
Królowa Wola est une localité polonaise de la gmina d'Inowłódz, située dans le powiat de Tomaszów Mazowiecki en voïvodie de Łódź.